# Пауков, Вячеслав Семёнович
Вячесла́в Семёнович Пауко́в (род. 25 июля 1934, Горький) — российский патологоанатом, доктор медицинских наук, профессор, заслуженный деятель науки России (1995).

## Биография
Родился в Горьком 25 июля 1934 года в семье Семёна Марковича Паукова; мать — Лидия Севастьяновна.
Учился в музыкальной школе по классу «скрипка». Служил юнгой, мотористом.
В 1960 году окончил 2-й Московский медицинский институт имени Н. И. Пирогова; с 1960 по 1962 годы — хирург в ЦКБ МПС; с 1962 по 1964 годы — судмедэксперт в Центральной судебно-медицинской лаборатории Министерства обороны СССР. В 1964 году окончил аспирантуру при кафедре патологической анатомии 1-го МОЛМИ имени И. М. Сеченова; в 1968 году защитил кандидатскую диссертацию на тему «Ультраструктура гипертрофированного миокарда у человека и в эксперименте»; в 1968 году был направлен в заграничную командировку в Институт патологии университета Гейдельберга (ФРГ); в 1977 году защитил докторскую диссертацию на тему «Ультраструктурные основы патологии сердца». С 1967 года — ассистент, с 1972 года — доцент, а с 1980 года — заведующий кафедрой патологической анатомии 2-го лечебного факультета в 1-м МОЛМИ имени И. М. Сеченова. В 1992 году был вновь в командировке — в Институте патологии Боннского университета.
В 2000 году стал профессором кафедры уголовно-процессуальных дисциплин Московской академии экономики и права; с 2010 года — заведующий кафедрой патологической анатомией имени академика А. И. Струкова в 1-м МГМУ имени И. М. Сеченова.
Действительный член Международной академии патологии. Академик РАЕН. Заведующий кафедрой и преподаватель патологической анатомии Медицинского университета им. И. М. Сеченова. Работает врачом-прозектором в различных больницах. Профессор кафедры уголовно-процессуальных дисциплин Московской академии экономики и права.
Председатель Совета старейшин Сеченовского университета.

## Научная деятельность
Автор более 300 научных работ (в том числе 15 учебников, руководств, атласов и монографий). Занимается исследованием общих закономерностей развития патологических процессов в организме человека. Известен своими фундаментальными исследованиями в области патологии сердца и тонких механизмов воспаления. Также, описал патологическую анатомию и предложил оригинальную концепцию стадийного развития алкогольной болезни (пьянству и последующему алкоголизму).

## Награды
- Орден Пирогова (18 сентября 2024 года)[8].
- Орден Дружбы (29 июня 2018 года)[9]

## Семья
Супруга: Ида Семёновна Лазуренко. Сын: Сергей.